# Haematoxylum sousanum
Haematoxylum sousanum là một loài thực vật có hoa trong họ Đậu. Loài này được R. Cruz D. & J. Jiménez Ram. mô tả khoa học đầu tiên năm 2008.